# ابرسباخ نویگرسدورف
شهر ابرسباخ نویگرسدورف (به آلمانی: Ebersbach-Neugersdorf) در ایالت زاکسن در کشور آلمان واقع شده است.